# Simon Bol
Simon Bol ou Boels est un peintre sur verre des XVIe – XVIIe siècles. Ses dates de naissance et de décès exactes sont inconnues. Il fait partie de l'École flamande et est actif à Louvain.

## Biographie
Il est le fils de Pierre Boels et de Gertrude de Scepere, frère de Jean Bol, Jacques Bol et Gérard Boels.
Le 12 septembre 1574, il épouse Marie Hebbespregels à l'église de Saint-Michel. Il a trois fils, Hans Bol, Jacques Bol II et un troisième dont on ignore le prénom et l'activité.
Rien n'indique que Simon voyage durant son activité à Louvain, qui est probablement sa ville natale : il y travaille longtemps, peut-être toujours. 
En 1596, il exécute deux verrières ornées des armoiries du roi et de la commune dans la maison appelée l’Empereur, située place Marguerite, dans la même ville,. Il exécute encore, en 1607, des vitraux à l’Abbaye de Parc. Si la date de sa mort est ignorée, on sait qu'il travaille encore en 1614.